# الخلافة العثمانية
كانت الخلافة العثمانية آخر خلافة إسلامية سنية تحت حكم بني عثمان حكام الدولة العثمانية.
تقدم العثمانيون، بعد انتصارهم على الصفويين، لإخضاع السلطنة المملوكية، فنشبت بينهم وبين المماليك معركة على الحدود الشاميّة التركية تُعرف بمعركة مرج دابق، انتصر فيها العثمانيون وقُتل سلطان المماليك «قانصوه الغوري»، ثم تابعوا زحفهم نحو مصر والتحموا بالمماليك من جديد في معركة الريدانية التي قررت مصير مصر، وانتصروا عليهم مجددًا ودخلوا القاهرة فاتحين. وفي أثناء ذلك قدّم شريف مكة مفاتيح الحرمين الشريفين إلى السلطان سليم اعترافًا بخضوع الأراضي المقدسة الإسلامية للعثمانيين، وتنازل في الوقت ذاته آخر الخلفاء العباسيين، محمد الثالث المتوكل على الله، عن الخلافة لسلطان آل عثمان، فأصبح كل سلطان منذ ذلك التاريخ خليفة للمسلمين، ويحمل لقب «أمير المؤمنين» و«خليفة رسول رب العالمين».

## نهايتها
اعتلى عرش السلطنة العثمانية، بعد تنازل السلطان محمد السادس، وليّ العهد عبد المجيد الثاني، وبعد أن أصبح مصطفى كمال سيد الموقف، وقّع معاهدة لوزان مع الحلفاء التي تنازل بمقتضاها عن باقي الأراضي العثمانية غير التركية، ثم جرّد السلطان من السلطة الزمنية وجعله مجرّد خليفة، أي أشبه بشيخ الإسلام، ولكن من غير سلطة روحيّة أيضًا. ثم ألغى الخلافة سنة 1924 وطرد عبد المجيد من البلاد، وبهذا سقطت الدولة العثمانية فعليًا بعد أن استمرت لما يقرب من 600 سنة، وانهارت معها الخلافة الإسلامية بعد أن استمرت ما يزيد عن ألف سنة. وقد رثا أمير الشعراء أحمد شوقي الدولة العثمانية والخلافة الإسلامية بأبيات من الشعر قال فيها: